# Combat de Tabankort (2014)
Pour les articles homonymes, voir Bataille de Tabankort.
Guerre du Mali
Batailles
Le combat de Tabankort se déroule pendant l'Opération Barkhane, lors de la guerre du Mali.

## Déroulement
La nuit du 10 au 11 décembre 2014, à la suite d'un « renseignement d’opportunité », l'armée française lance une opération contre un groupe de djihadistes repérés dans la région de Gao,. L'affrontement a lieu dans la zone de Tabankort, près de la ville d'Anéfis,.
Selon le Ministère malien de la Défense, les armées françaises et maliennes mènent une « opération conjointe ». Cependant, si les Français indiquent que l'opération a été conduite en « coordination avec les autorités maliennes », ces derniers précisent qu'aucun Malien n'a participé à l'assaut.
L'affrontement s'engage à l'aube, les forces spéciales françaises attaquent le campement où sont rassemblés une quinzaine de djihadistes. Ces derniers tentent de résister mais ils sont presque tous mis hors combat,.

## Pertes
Selon le Ministère français de la Défense, une dizaine de djihadistes sont « neutralisés »,. D'après le communiqué du Ministère malien de la Défense, le bilan est plus précisément de 7 morts et 3 prisonniers,. Parmi les morts, figure Ahmed al-Tilemsi, un important responsable d'Al-Mourabitoune,. Les Français ne déplorent quant à eux aucune perte, ni aucun dégât matériel.
Le 6 janvier 2015, Al-Mourabitoune confirme la mort d'Ahmed al-Tilemsi et de six autres combattants, dans un message remis à l'agence de presse mauritanienne Alakhbar,.